# Persenober og Konstantianobis
Persenober og Konstantianobis er en folkebog fra middelalderen.